# Illa Mill (Nunavut)
L'illa Mill és una petita illa deshabitada de l'Arxipèlag Àrtic Canadenc que es troba a l'entrada de la badia de Hudson, entre el canal de Foxe i l'estret de Hudson. És al sud de la Península de Foxe de l'illa de Baffin i al nord de les illes de Nottingham i Salisbury. Forma part de la regió Qikiqtaaluk del territori canadenc de Nunavut. Té una superfície de 181 km² i un perímetre de 146 quilòmetres.